# UppCon
UppCon è una fiera svedese dedicata ad anime e manga, tenuta annualmente presso Uppsala. L'evento, che è organizzato dall'associazione non a scopo di lucro Uppsalakai, è il più grande nel suo genere nelle regioni nordiche.
La prima edizione della fiera si è tenuta nel 2001, presso il cinema vintage Slottsbiografen. Nel corso degli anni, l'evento è molto cresciuto, e nel 2009 ospitava più 3,000 visitatori.
La convention di solito dura tre giorni, dal venerdì al lunedì, in cui persone con interessi simili si incontrano per guardare anime, gareggiare in cosplay e giocare a videogiochi.
La fiera è anche una mostra mercato per molti espositori che vendono merce legata al tema dell'evento, spesso importata direttamente dal Giappone, come manga, anime, action figure, bambole, abiti e dolci.

## Edizioni
| Nome evento | Date                          | Location                   | Città           | Visitatori   | Ospiti                      |
| ----------- | ----------------------------- | -------------------------- | --------------- | ------------ | --------------------------- |
| UppCon: 01  | 19 gennaio 2002               | Slottsbiografen            | Uppsala, Svezia | 60           |                             |
| UppCon: 02  | 11 aprile 2003                | Slottsbiografen            | Uppsala, Svezia | 130          |                             |
| UppCon: 03  | 31 gennaio - 1º febbraio 2004 | Slottsbiografen            | Uppsala, Svezia | 300          |                             |
| UppCon: 04  | 1º-3 aprile 2005              | Slottsbiografen            | Uppsala, Svezia | 500          |                             |
| UppCon: 05  | 1º-3 novembre 2005            | Atrium                     | Uppsala, Svezia | 850          |                             |
| UppCon: 06  | 7-9 aprile 2006               | Atrium                     | Uppsala, Svezia | 1200         |                             |
| UppCon: 07  | 13-15 novembre 2006           | Atrium                     | Uppsala, Svezia | 1700         |                             |
| UppCon: 08  | 27-30 settembre 2007          | Atrium                     | Uppsala, Svezia | 2000         |                             |
| UppCon: 09  | 16-18 gennaio 2009            | Uppsala Konsert & Kongress | Uppsala, Svezia | 3000         | YMCK                        |
| UppCon: 10  | 9-11 aprile 2010              | Uppsala Konsert & Kongress | Uppsala, Svezia | 3200         | MinxZone                    |
| UppCon: 11  | 3-5 giugno 2011               | Uppsala Konsert & Kongress | Uppsala, Svezia | 3500         | Olivia Lufkin e Versailles. |
| UppCon: 12  | 15-17 giugno 2012             | Uppsala Konsert & Kongress | Uppsala, Svezia | Approx. 3500 | Move e Screw.               |